# Pravo građenja
Pravo građenja je ograničeno stvarno pravo na nečijem zemljištu koje ovlašćuje svoga nositelja da na površini toga zemljišta ili ispod nje ima vlastitu zgradu, a svagdašnji vlasnik tog zemljišta dužan je to trpjeti. Pravo građenja je u pravnom pogledu izjednačeno s nekretninom. Zgrada koja je izgrađena, ili koja bude izgrađena, na zemljištu koje je opterećeno pravom građenja pripadnost je toga prava (prava građenja), kao da je ono zemljište.